# Zbigniew Boniek

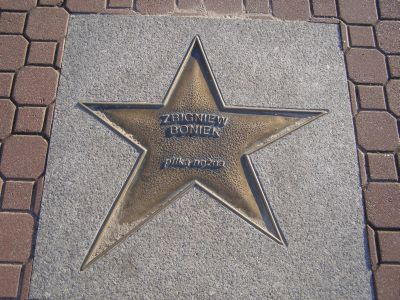
’’Boniek Star’’

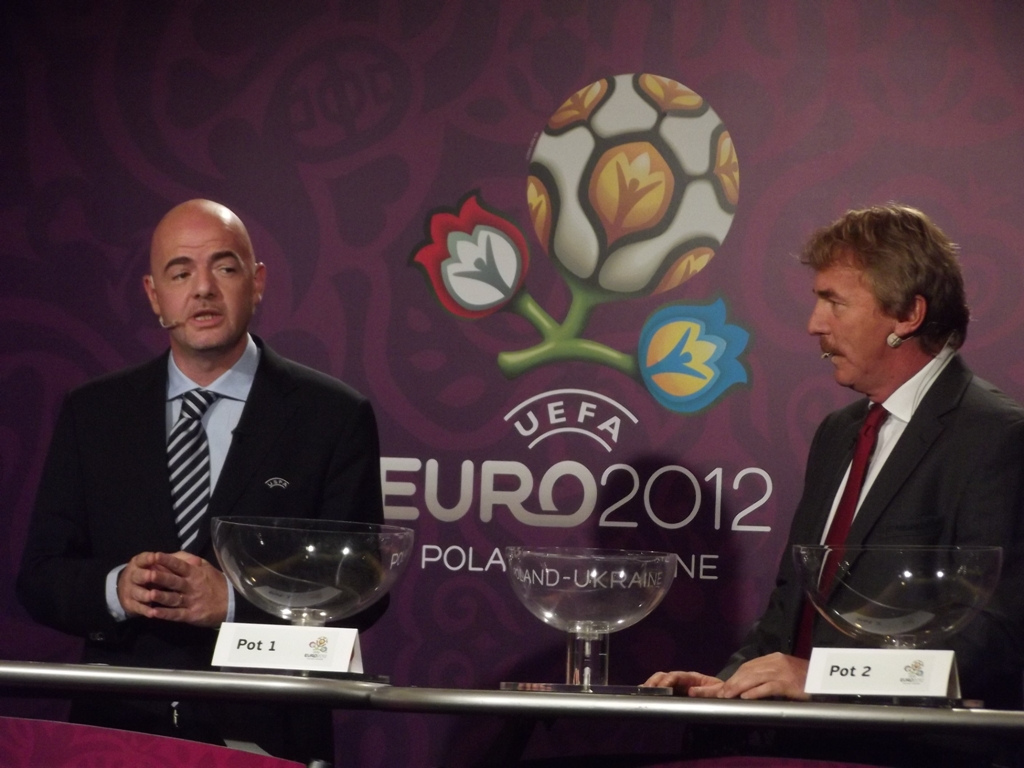
Boniek, (2011)

Zbigniew Kazimierz „Zibì” Boniek (n. 3 martie 1956, Bydgoszcz, Polonia) este un fost jucător de fotbal și antrenor polonez. Prima oară a jucat la Zawisza Bydgoszcz, iar mai târziu la Widzew Łódź. Boniek a fost trecut de Pelé pe lista FIFA 100 ca fiind unul dintre cei mai buni fotbaliști în viață.
Boniek s-a transferat la gigantul fotbalului italian Juventus în anul 1982. În același an el a câștigat o medalie de bronz (al treilea loc) cu Polonia la Campionatul Mondial din 1982. Cu Juventus a câștigat Cupa Cupelor UEFA și Supercupa Europei în 1984 apoi Cupa Campionilor Europeni în 1985.
Boniek a reprezentat Polonia în 80 de meciuri internaționale și a înscris 24 de goluri. După de și-a încheiat cariera de profesionist la AS Roma în 1989 a avut o carieră de succes în afaceri.
Ca jucător, Boniek era cunoscut pentru felul în care proteja mingea și felul în care accelera jocul. El de asemenea arăta o tehnică superbă fiind unul dintre cei mai buni dribleuri ai vremii.
Președintele lui Juventus, Gianni Agnelli, l-a poreclit Bello di notte (Frumusețe nocturnă) din cauza faptului că juca foarte bine noaptea.
Boniek a antrenat în Italia echipe ca Lecce 1990-91 Bari 1991-92, Sambenedettese 1992-93 și Avellino 1994-96.
Mai târziu Boniek a fost vicepreședinte la Federația Poloneză de Fotbal și în 2002 a acceptat postul de antrenor al echipei naționale de fotbal a Poloniei și a demisionat în decembrie 2002 după doar 5 meciuri (2 victorii, 1 egal și 2 înfrângeri, din care una cu Letonia).